# Rhynchina angustata
Rhynchina angustata là một loài bướm đêm trong họ Erebidae.